# Kloster Bentlage

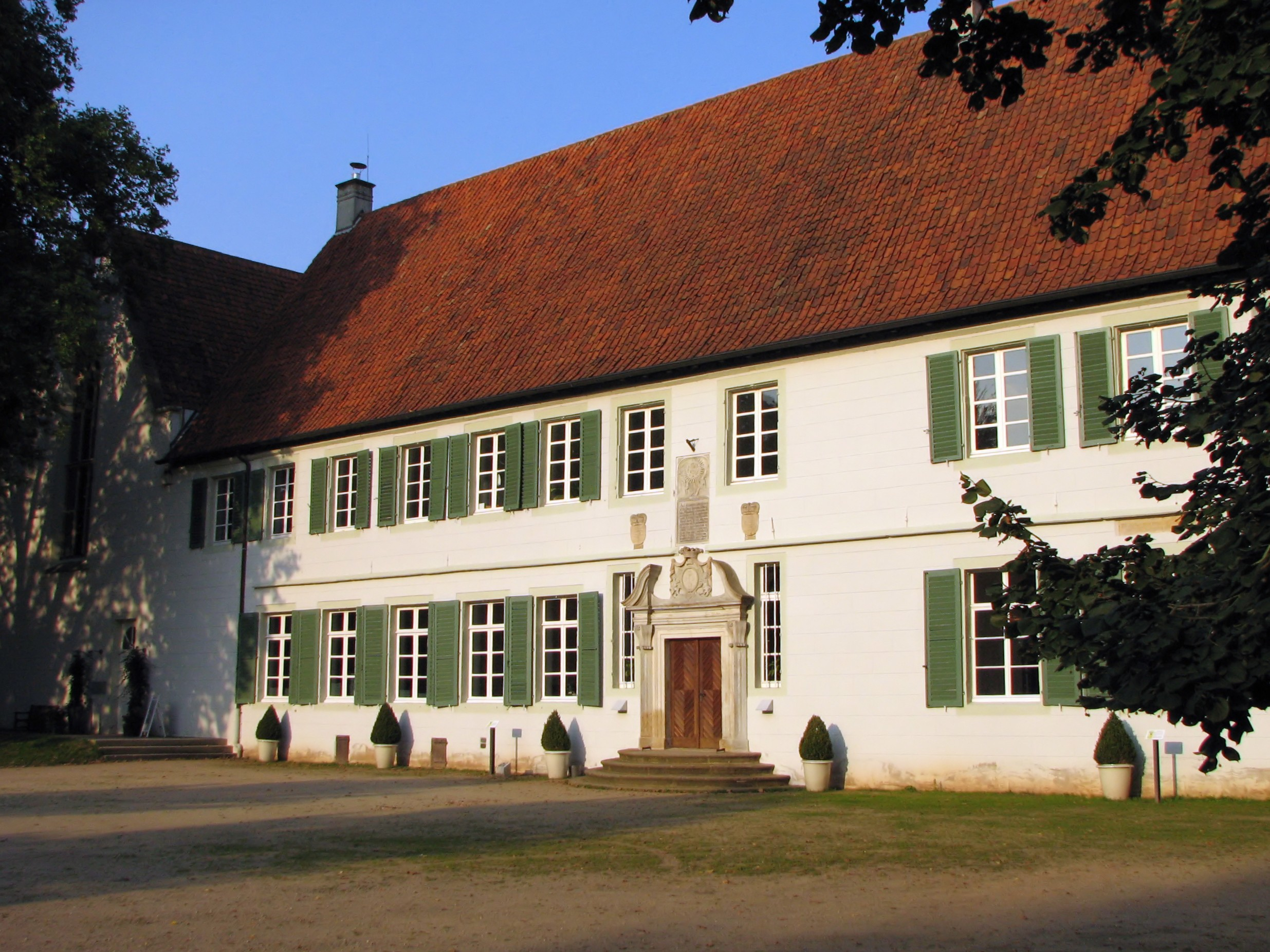
Kloster Bentlage

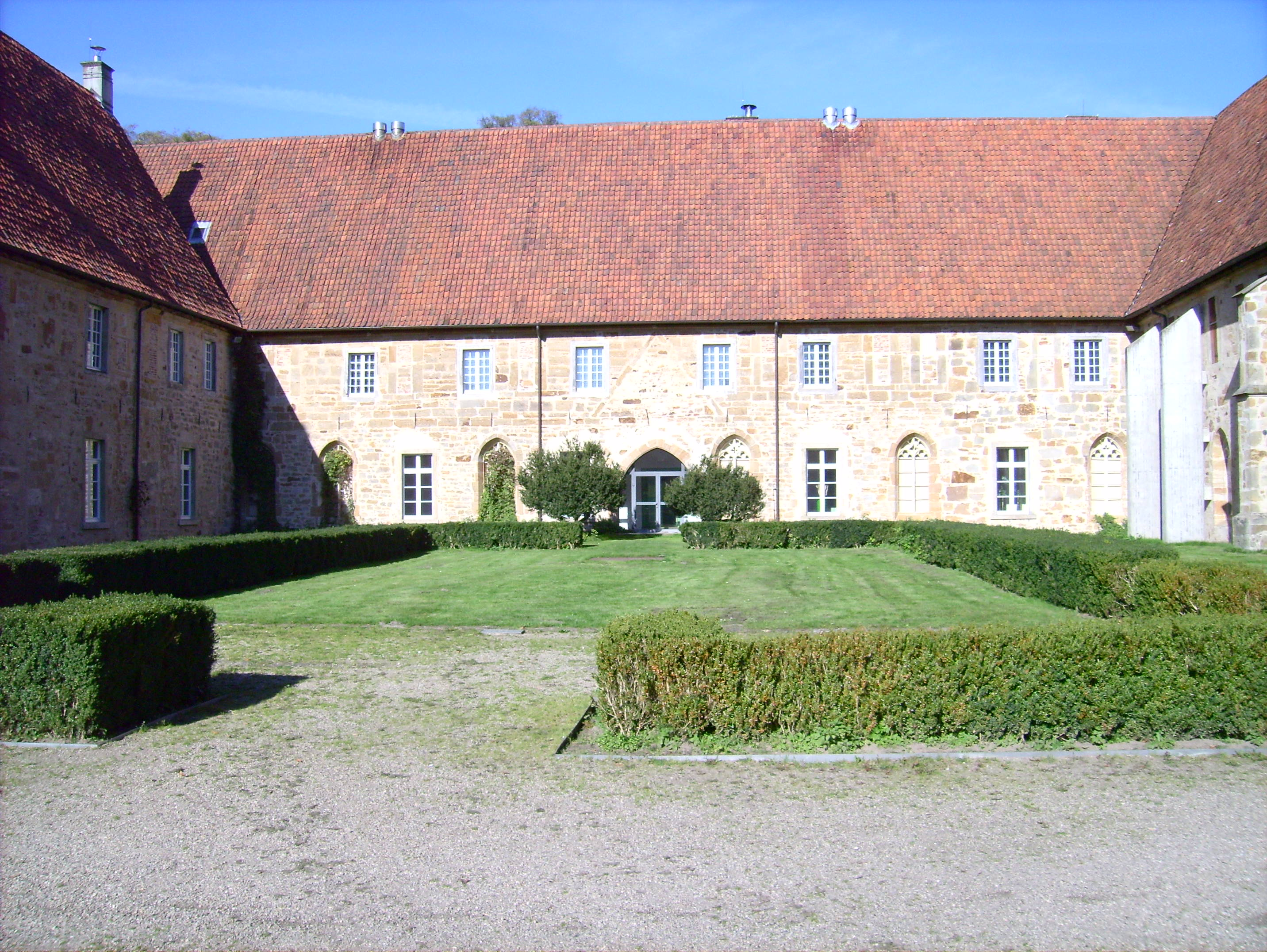
Innenhof des Klosters Bentlage

Das Kloster Bentlage (auch Kloster/Schloss Bentlage) war ein Kreuzherrenkloster. Es bestand von 1437 bis 1803. Es liegt am Ufer der Ems, nördlich der Stadt Rheine im Münsterland.

## Geschichte

### Vorgeschichte
Erstmals erwähnt wird Binutloga (Bentlage (Rheine)), Ort der späteren Klostergründung, in dem von der Benediktinerabtei Werden erstellten Werdener Heberegister aus dem Jahr 890, das die dem Kloster abgabepflichtigen Güter auflistet.
Im 11. Jahrhundert wird der Ort als Buntlagi erwähnt, als die Länderei zum Unterhalt einer Eigenkirche des sächsischen Adelsgeschlechtes der Billunger, in deren Besitz sich Buntilagi mittlerweile befand, gestiftet wird. Eine der hl. Gertrud geweihte Kapelle mit kleinem Friedhof wurde errichtet, die sich als eigenständige Pfarre aber nicht durchsetzen konnte, da ihr die Zuordnung von Bauerschaften versagt wurde.
Der Grund dafür, so vermutet der lokale Historiker Anton Führer in seiner Geschichte der Stadt Rheine, dürfte im Widerstand des Pfarrers der benachbarten Dionysiuskirche in Rheine zu suchen sein, der sich gegen die Abspaltung von Teilen seines Sprengels wehrte; nicht zuletzt wohl auch wegen der dadurch zu erwartenden Minderung seiner Einkünfte. Spätestens mit dem repräsentativen Neubau der Dionysiuskirche ab etwa dem Jahr 1400 wurde die Situation für die Gertrudenkapelle immer unhaltbarer, da sich vermutlich trotz weiter Wege mehr und mehr Gläubige aus Bentlage der für die damaligen Verhältnisse imposanten Dionysiuskirche in Rheine zuwandten. Eine weitere Rolle für die Abwendung der umwohnenden Landbevölkerung von der Gertrudenkapelle dürfte auch die steigende Attraktivität der Stadt Rheine selbst als wachsendes städtisches Zentrum gespielt haben.

### Klostergründung
Im Jahre 1437 wurde die Kapelle samt zugehöriger Länderei und dem Haus des Rektors der Kapelle dem Hochstift Münster übergeben, das den Besitz am 5. März 1437 dem Orden vom Heiligen Kreuz mit der Erlaubnis einer Klostergründung überschrieb. Zugleich erhielten die Kreuzherren (auch Kreuzbrüder) damit das Recht der Salzgewinnung auf ihren Gütern und die Fischereigerechtigkeit in der Ems. Beides bildete die erste wirtschaftliche Grundlage des neuen Klosters. Am 24. April 1437 bestätigte Papst Eugen IV. die Gründung des Klosters, des nun dritten Klosters der Kreuzherren in Westfalen.
Erster Prior des neuen Klosters wurde Johannes ter Borch aus Köln. Von dort und aus Wuppertal kamen auch die ersten Klosterbrüder. Zunächst nahmen die Brüder Quartier im Haus des ehemaligen Rektors der Gertrudenkapelle, das im Folgejahr niederbrannte.
Auch das Verhältnis zwischen dem jeweiligen Pfarrer der Dionysiuskirche und dem Kloster Bentlage war zunächst von Konkurrenz beherrscht, bis es in den Jahren 1459 und 1473 zu zwei förmlichen Vereinbarungen über die Abgrenzungen der Bezirke von Kloster und Dionysiuskirche kam.

### Erste Blütezeit
Zur Verbreiterung der wirtschaftlichen Basis des Klosters und um ein ausreichend großes Grundstück für den geplanten Bau einer Klosteranlage zu erhalten, kauften die Kreuzbrüder dem Hochstift Münster den Hof Niederbentlage ab, der in unmittelbarer Nachbarschaft zu ihrem kleinen Besitz lag. Diese große Ausgabe und auch eine ungeschickte Wirtschaftsführung der Anfangsjahre brachten das junge Kloster in ernste finanzielle Schwierigkeiten, die es in seiner Existenz bedrohten. Im Jahre 1445 kam es im Rahmen einer Gläubigerversammlung zu einer Neuordnung der Klosterfinanzen. Nicht zuletzt durch Schenkungen von Förderern des Klosters konnte in kleinen Schritten ein Neuanfang beginnen.
Endgültig überwunden scheinen die Anfangsschwierigkeiten, als im Jahre 1463 mit dem Bau der großen Vierflügelanlage begonnen wurde. In dieser zweiten Hälfte des 15. Jahrhunderts erlebte das Kloster seine Blütezeit und war in der Lage, seinerseits weitere Ordenshäuser zu gründen. Die stetig wachsende Bruderschaft errichtete zunächst den Ostflügel (1463 bis 1466), eine Saalkirche (1468 bis 1484), die das Kloster nach Süden abschloss, eine Klosterschule (1484) sowie den Nordflügel (1504). Der Westflügel wurde 1645 – den Wirren des Dreißigjährigen Krieges zum Trotz – fertiggestellt. Ferner gehörte dem Kloster eine Reihe von Handwerksbetrieben an.
1465 gründeten vier Mönche des Klosters Bentlage das Kloster in Ter Apel, Nova Lux lateinisch Neues Licht genannt.
Der Höhepunkt der Klosterentwicklung war in den Jahren von 1490 bis 1500 erreicht, als das Kloster mehr als 50 Mönche beherbergte und dessen Grundbesitz 21 Landgüter und Höfe umfasste. Ab Anfang des 16. Jahrhunderts begann der langsame Niedergang. Eine Quelle aus dem Jahr 1631 überliefert, dass nur noch sieben Chorherren im Kloster lebten.

### Zerstörung im Dreißigjährigen Krieg und Wiederaufbau
Der Tiefpunkt war erreicht, als im Dreißigjährigen Krieg schwedische Truppen unter dem Kommando von Hans Christoph von Königsmarck am 21. September 1647 das gesamte Kloster (außer der Küche und der Backstube, der Schmiede, zweier Scheunen, eines Stalles und des Torhauses) niederbrannten. Der Wiederaufbau der Klosteranlage erstreckte sich bis ins Jahr 1662. Ab dieser Zeit begann eine Zeit des langsamen Aufschwunges, als in der zweiten Hälfte des 17. Jahrhunderts wieder rund ein Dutzend Kreuzherren im Kloster lebten und genügend Mittel vorhanden waren, um während der folgenden anderthalb Jahrhunderte das Kloster auszubauen, zu renovieren und künstlerisch auszugestalten.

### Auflösung des Klosters

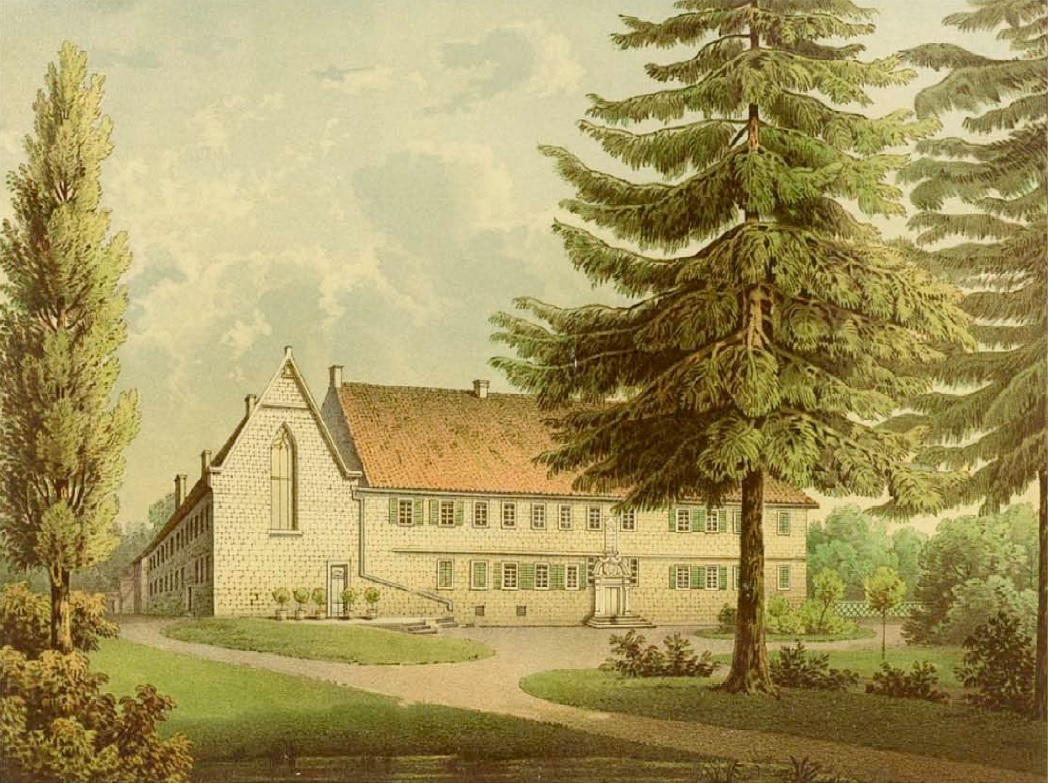
Schloss Bentlage, Sammlung Alexander Duncker

In der zweiten Hälfte des 18. Jahrhunderts setzte ein erneuter Niedergang ein, der nicht mehr aufzuhalten war. Im Jahre 1803 wurde die Bruderschaft im Zuge der Säkularisation aufgelöst. Das Kloster gelangte zunächst in das Eigentum des Kleinstaates Rheina-Wolbeck, drei Jahre später wurde es an die Adelsfamilie Looz-Corswarem übergeben. Diese baute das ehemalige Kloster zu einem Schloss um, daher die heutige Bezeichnung Kloster/Schloss. 1828 wurde die Klosterkirche abgerissen, deren Grundriss später aber rekonstruiert und so für Besucher sichtbar gemacht wurde. Das Kloster verblieb bis 1946 in der Hand der Familie Looz-Corswarem, ehe es auf dem Wege der Erbfolge in das Eigentum des Baron von Boegaerde-Terbrügge gelangte.

### Wiederaufbau
1978 erwarb die Stadt Rheine die Gebäude und die umliegenden Ländereien. 1990 begann der Wiederaufbau des Komplexes, der zahlreiche für die Geschichtsforschung wertvolle Funde zu Tage brachte. Die Wiederaufbauarbeiten wurden im Jahr 2000 zum Abschluss gebracht und das Klosterschloss der Öffentlichkeit zugänglich gemacht. Das Kloster wird als "eigenbetriebsähnliche Einrichtung" der Stadt Rheine unter der Bezeichnung "Kulturelle Begegnungsstätte Kloster Bentlage" bewirtschaftet.

## Heutige Nutzung

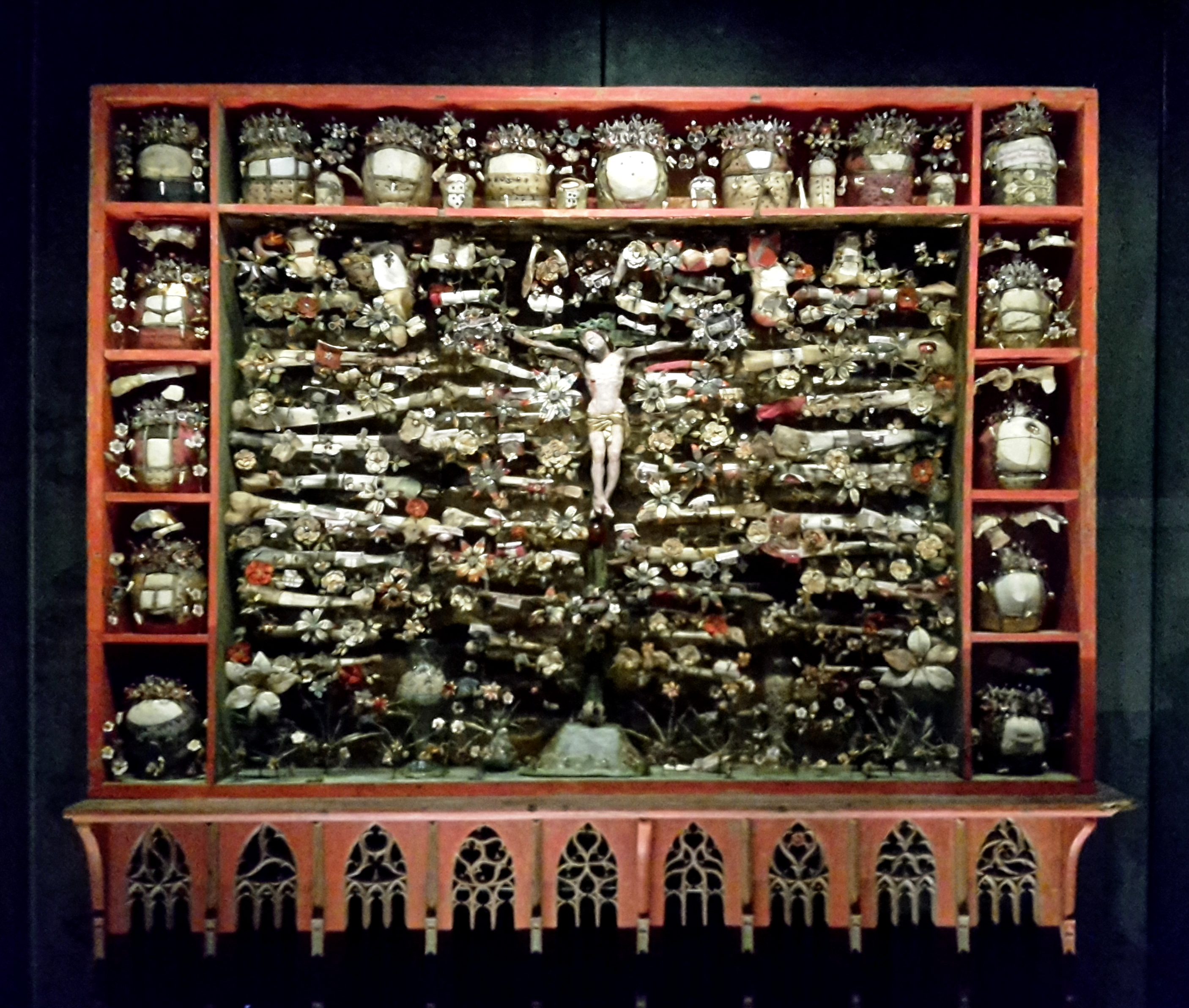
Der ältere Reliquiengarten (Schädelschrein) von 1499

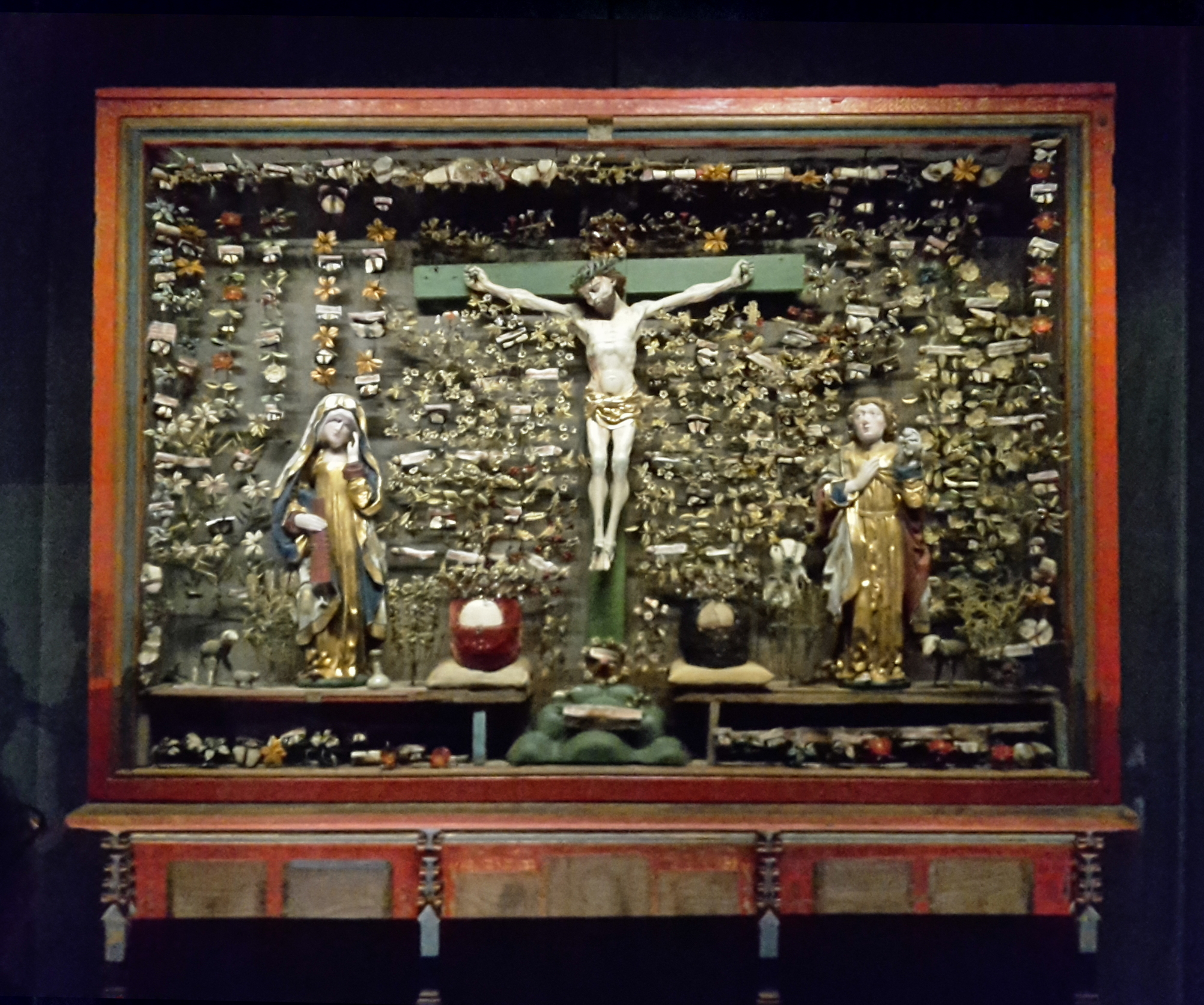
Der jüngere Reliquiengarten von 1520

Heute dient Kloster/Schloss Bentlage kulturellen Zwecken. Es birgt ein Museum, welches die Kunst- und Kulturgeschichte Westfalens vom Mittelalter bis zur Gegenwart dokumentiert. Höhepunkt dieser Ausstellung sind zwei Reliquienschreine, die in ihrem Erhaltungszustand und Ausstattungsumfang im deutschsprachigen Raum einzigartig sind. Die Schreine beherbergen mehr als 200 kunstvoll verzierte Reliquien zahlreicher Heiliger, darunter der Apostel Petrus, Paulus, Matthäus und Andreas, Maria Magdalenas, der hl. Helena, verschiedener Märtyrer wie der hl. Agnes oder des hl. Laurentius und weiterer. Daneben enthalten sie viele Berührungsreliquien, Gegenstände von den Wirkungsstätten von Jesus und der Heiligen. Die im Stile der Paradiesgärtlein angelegten Schreine wurden von Nonnen in der Zisterzienserinnenabtei Bersenbrück für das Kloster Bentlage ausgeschmückt, der ältere Schädelschrein wurde um 1499 und der jüngere um 1520 vollendet.
Des Weiteren ist im Kloster/Schloss Bentlage die „Westfälische Galerie“ zu sehen, eine Ausstellung über die Entwicklung der Moderne in Westfalen seit 1900.
Zahlreiche Wechselausstellungen mit zeitgenössischen Künstlern aus der ganzen Welt haben das Kloster/Schloss Bentlage als Ort der Kunstvermittlung weit über die regionalen Grenzen hinaus bekannt gemacht. Dazu beigetragen haben auch die zahlreichen Arbeitsmöglichkeiten für Künstler. So besteht eine von der Druckvereinigung Bentlage betriebene künstlerische Grafikwerkstatt, welche Lithographie, Radierung, Siebdruck und alle Hochdruckverfahren ermöglicht.
Weiter ist Kloster/Schloss Bentlage der Verwaltungssitz der 1956 ebendort gegründeten Europäischen Märchengesellschaft. Auch werden Veranstaltungen für Familien und solche zur Erwachsenenbildung angeboten sowie Konzerte gegeben.
Wegen seiner Lage an der Ems, inmitten der mehrere Jahrtausende alten Kulturlandschaft des Bentlager Waldes, ist das Klosterschloss ein beliebtes Ausflugsziel für Radwanderer und Kulturliebhaber. Der nahegelegene Naturzoo Rheine übt eine zusätzliche Anziehungskraft aus.
Zusammen mit der Saline Gottesgabe und dem Bentlager Wald bildet Kloster/Schloss Bentlage den „Bentlager Dreiklang“, ein Kulturprojekt der Stadt Rheine, das im Rahmen der Regionale 2004 verwirklicht wurde.